# Hành tinh đôi

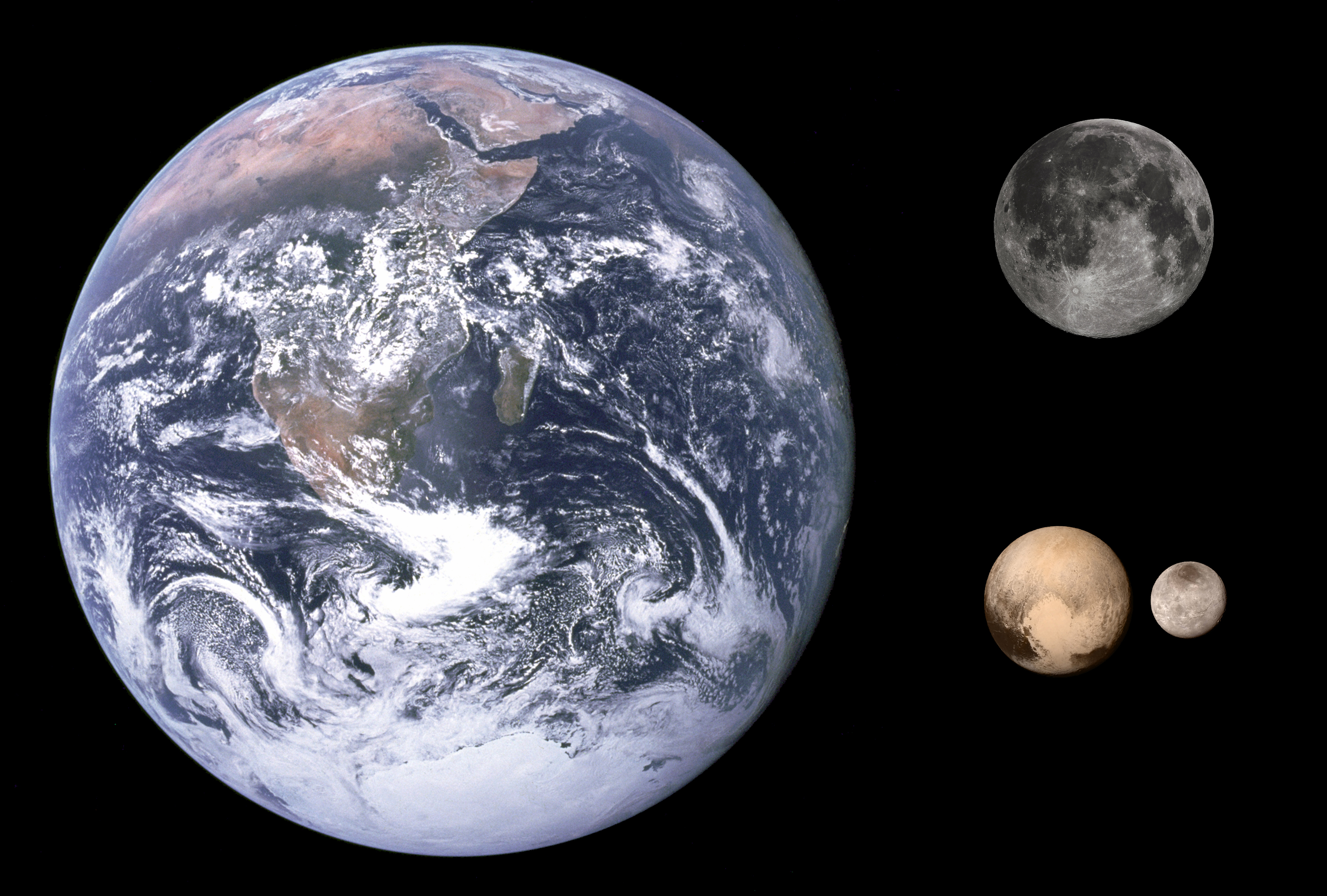
So sánh trực quan về kích thước của Trái Đất và Mặt Trăng (phía trên bên phải) và Sao Diêm Vương - Charon (phía dưới bên phải)

Trong thiên văn học, hành tinh đôi (hay còn gọi là hành tinh kép) là một hệ đôi trong đó cả hai vật thể đều có khối lượng hành tinh.
Các tiểu hành tinh đôi có khối lượng gần bằng nhau đôi khi được gọi là hành tinh vi hình đôi, ví dụ như các tiểu hành tinh đôi 69230 Hermes và 90 Antiope và các vật thể vành đai Kuiper đôi 79360 Sila – Nunam và 1998 WW31.

## Định nghĩa về "hành tinh đôi"
Có một cuộc tranh luận về tiêu chí nào nên được sử dụng để phân biệt "hành tinh đôi" với "hệ hành tinh - vệ tinh". Sau đây là những sự cân nhắc.
Tại buổi họp Đại hội đồng năm 2006, Liên đoàn Thiên văn Quốc tế đã xem xét một đề xuất rằng Sao Diêm Vương và Charon được phân loại lại là một hành tinh đôi, nhưng đề xuất này đã bị hủy bỏ theo định nghĩa hiện tại của IAU về hành tinh. Trong các tài liệu quảng cáo cho sứ mệnh SMART-1, Cơ quan Vũ trụ châu Âu đã gọi hệ thống Trái Đất - Mặt Trăng là một hành tinh đôi.

### Cả hai vật thể đều đáp ứng tiêu chí hành tinh
Một định nghĩa được đề xuất trong Tạp chí Thiên văn cho rằng cả hai thiên thể phải thỏa mãn một cách riêng rẽ tiêu chí làm sạch quỹ đạo thì mới được gọi là hành tinh đôi.

### Tỷ lệ khối lượng gần 1
Một cân nhắc quan trọng trong việc định nghĩa "hành tinh đôi" là tỷ lệ khối lượng của hai thiên thể. Tỷ lệ khối lượng bằng 1 tức là các vật thể có khối lượng bằng nhau và các vật thể có tỷ lệ khối lượng gần 1 hơn sẽ hấp dẫn hơn khi được gắn nhãn là "hành tinh đôi". Với định nghĩa này thì các vệ tinh của Sao Hỏa, Sao Mộc, Sao Thổ, Sao Thiên Vương và Sao Hải Vương đều có thể dễ dàng bị loại trừ; tất cả chúng đều có khối lượng ít hơn 0,00025 khối lượng của các hành tinh chúng xoay quanh. Một số hành tinh lùn cũng vậy, có các vệ tinh nhỏ hơn đáng kể so với các hành tinh lùn đó.
Ngoại lệ đáng chú ý nhất là hệ thống Sao Diêm Vương–Charon. Tỷ lệ khối lượng Charon-trên-Sao Diêm Vương là 0,117 (≈2⁄17), gần bằng 1 đủ để khiến các nhà khoa học thường xuyên mô tả chúng là "hành tinh lùn đôi" (trước định nghĩa "hành tinh" năm 2006 thì là "hành tinh đôi"). Liên đoàn Thiên văn Quốc tế (IAU) hiện gọi Charon là vệ tinh của Sao Diêm Vương, nhưng đã bày tỏ rõ ràng sẵn sàng cân nhắc lại việc các thiên thể có phải là hành tinh lùn đôi hay không vào một thời điểm trong tương lai.
Tỷ lệ khối lượng Mặt Trăng-trên-Trái Đất là 0,01230 (≈1⁄81) cũng gần bằng 1 một cách đáng lưu ý khi so sánh với tất cả các tỷ lệ vệ tinh-trên-hành tinh khác. Do đó, một số nhà khoa học cũng coi hệ thống Trái Đất-Mặt Trăng là một hành tinh đôi, mặc dù đây là quan điểm thiểu số. Dysnomia, vệ tinh duy nhất của hành tinh lùn Eris thì có bán kính bằng khoảng 1⁄4 bán kính Eris; giả sử chúng có mật độ tương tự (thành phần của Dysnomia có thể khác đáng kể hoặc không so với của Eris), tỷ lệ khối lượng sẽ là gần 1⁄40, một giá trị nằm ở giữa tỷ lệ Mặt Trăng-Trái Đất và Charon-Sao Diêm Vương.
Cả hai tiêu chí tiếp theo đều cố gắng trả lời câu hỏi "Tỷ lệ khối lượng phải gần bằng 1 như thế nào?"

Hệ thống Sao Diêm Vương - Charon: khối tâm hệ thiên thể nằm bên ngoài Sao Diêm Vương.

### Vị trí trung tâm của khối lượng
Hiện tại, định nghĩa phổ biến nhất được đề xuất cho hệ hành tinh đôi nêu rằng: khối tâm hệ thiên thể - vị trí mà cả hai thiên thể đều quay quanh - phải nằm bên ngoài cả hai thiên thể. Theo định nghĩa này thì Sao Diêm Vương và Charon là hành tinh lùn đôi, vì chúng quay quanh một điểm rõ ràng nằm bên ngoài Sao Diêm Vương, có thể nhìn thấy trong hình ảnh động được tạo ra từ hình ảnh của tàu thăm dò không gian New Horizons vào tháng 6 năm 2015.
Theo định nghĩa này, hệ thống Trái Đất-Mặt Trăng hiện không phải là một hành tinh đôi; mặc dù Mặt Trăng đủ lớn để khiến Trái Đất quay quanh trung tâm khối lượng này một cách đáng kể nhưng điểm này vẫn nằm trong lòng Trái Đất. Tuy nhiên, Mặt Trăng hiện đang di chuyển ra ngoài Trái Đất với tốc độ xấp xỉ 1,5 in (3,8 cm) mỗi năm; trong một vài tỷ năm nữa, khối tâm của hệ Trái Đất-Mặt trăng sẽ nằm bên ngoài Trái Đất, điều này sẽ khiến nó trở thành một hệ hành tinh đôi.
Tâm khối lượng của hệ Sao Mộc-Mặt Trời nằm bên ngoài bề mặt Mặt Trời, mặc dù lập luận rằng Sao Mộc và Mặt Trời là một ngôi sao đôi không giống với lập luận Sao Diêm Vương-Charon là một hành tinh lùn đôi. Sao Mộc quá nhẹ để trở thành một fusor; nếu nó nặng gấp mười ba lần, nó sẽ đạt được phản ứng tổng hợp đơteri và trở thành một ngôi sao lùn nâu.

### Sự hình thành của hệ thống
Sự cân nhắc cuối cùng là cách thức mà hai vật thể hình thành nên một hệ thống. Cả hai hệ thống Trái Đất-Mặt Trăng và Sao Diêm Vương-Charon được cho là đã được hình thành do các vụ va chạm khổng lồ: một thiên thể bị thiên thể thứ hai va chạm vào, gây ra một đĩa mảnh vỡ và thông qua sự bồi tụ, hoặc là hai thiên thể mới được hình thành hoặc một thiên thể mới được hình thành còn thiên thể lớn hơn thì vẫn còn (nhưng đã bị thay đổi). Tuy nhiên, một cú va chạm khổng lồ không phải là điều kiện đủ để hai thiên thể trở thành "hành tinh đôi" vì những va chạm đó cũng có thể tạo ra những vệ tinh nhỏ, chẳng hạn như bốn vệ tinh nhỏ bên ngoài của Sao Diêm Vương.
Một giả thuyết hiện đã bị loại bỏ về nguồn gốc của Mặt Trăng thực ra được gọi là "giả thuyết hành tinh đôi"; giả thuyết này cho rằng Trái Đất và Mặt Trăng hình thành trong cùng một vùng của đĩa tiền hành tinh của Hệ Mặt Trời, được tạo nên dưới sự tương tác hấp dẫn. Ý tưởng này cũng là một điều kiện không chắc chắn để xác định hai thiên thể có là "hành tinh đôi" hay không vì các hành tinh có thể "bắt giữ" các vệ tinh thông qua tương tác hấp dẫn. Ví dụ, các vệ tinh của Sao Hỏa (Phobos và Deimos) được cho là những tiểu hành tinh bị Sao Hỏa bắt giữ lại từ lâu. Định nghĩa như vậy cũng sẽ liệt Sao Hải Vương-Triton thành một hành tinh đôi, vì Triton là một thiên thể thuộc vành đai Kuiper có cùng kích thước và thành phần tương tự như Sao Diêm Vương, sau này bị Sao Hải Vương bắt giữ.